# Tschechoslowakische Badmintonmeisterschaft 1961
Die Tschechoslowakische Badmintonmeisterschaft 1961 fand in Prag statt. Es war die erste Austragung der nationalen Titelkämpfe im Badminton in der ČSSR.

## Titelträger
| Disziplin    | Sieger                          |
| ------------ | ------------------------------- |
| Herreneinzel | Petr Lacina                     |
| Dameneinzel  | Alena Řezníčková                |
| Herrendoppel | Petr Lacina Jaroslav Houska     |
| Damendoppel  | Naďa Benešová Jiřina Krappelová |
| Mixed        | Petr Lacina Naďa Benešová       |